# Parc national La Campana
Le parc national La Campana est un parc national situé dans la région de Valparaíso  au Chili. Créé le 17 octobre 1967, il est administré par la Corporación Nacional Forestal (CONAF).  Elle fait partie, avec la réserve nationale Lago Peñuelas, de la réserve de biosphère de La Campana-Peñuelas, qui a été créée en 1984.
Le Cerro La Campana (1 880 m) est le point culminant du parc. Charles Darwin est parvenu au sommet en août 1834 lors du second voyage de l'HMS Beagle.

## Flore
Le parc a la particularité de posséder une des dernières grandes forêts naturelles de cocotiers du Chili (Jubaea chilensis), une espèce menacée (VU A1cd) sur la Liste rouge de l'UICN.